# بايجي
بَيجي أو جَبْحَل الصين أو اللَّبُوت أو النَّقِيل البندي هو نوع منقرض فعليًا من دلافين المياه العذبة كان سابقا فقط في نهر يانغتسي في الصين. ويطلق على الدلفين اسم «إلهة اليانغتسي» في الصين، وتسمى أيضا دلفين النهر الصيني، دلفين نهر اليانغتسي، الدلفين أبيض الزعنفة ودلفين اليانغتسي. كانت تعتبر إلهة الحماية من قبل الصيادين المحليين ورواد القوارب في الصين (زهو، 1991). لا ينبغي الخلط بينها وبين الدلفين الأبيض الصيني أو البربوي اللامع.
انخفض تعداد البَيجي كثيرًا خلال العقود تلت اتجاه الصين للتصنيع واستخدام النهر بشكل مكثف للصيد والنقل والطاقة الكهرومائية. وقد زُعم (وأثبت الزعم بعد دراسات استقصائية أجريت في نهر اليانغتسي خلال الثمانينيات) أن البَيجي قد يكون أول أنواع الدلافين في التاريخ يدفعها البشر إلى الانقراض. وقد وافقت الحكومة الصينية في عام 2001 على خطة عمل لحفظ الحيتانيات في نهر اليانغتسي. وقد بذلت جهود للحفاظ على هذا النوع، ولكن البعثة التي انطلقت في أواخر عام 2006 فشلت في العثور على أي بَيجي في النهر. أعلن المنظمون أن البَيجي منقرض عمليا. ويمثل البَيجي أول انقراض عالمي موثق لفقاري «كبير» لأكثر من 50 عاما منذ زوال أسد البحر الياباني ولبقثمة الراهب الكاريبي في الخمسينات. كما أنه يدل على اختفاء عائلة كاملة من الثدييات من الدلافين النهرية (ليبوتيداي). انقراض البَيجي هو أول انقراض مسجل لأنواع الحيتان المدروسة جيدا (ليس من الواضح ما إذا كانت بعض الأصناف المنقرضة سابقا أنواعا أو فصائل فرعية) يعزى مباشرة إلى التأثير البشري.
قام الاقتصاد السويسري والرئيس التنفيذي لمؤسسة baiji.org، أوغست بفلوجر بتمويل البعثة شارك فيها فريق دولي وساهمت بها الإدارة الوطنية للمحيطات والغلاف الجوي ووكالة بحوث مصائد الأسماك في اليابان، وبحثت لمدة ستة أسابيع عن دلائل على وجود الدلفين. أجرى البحث بعد عشر سنوات تقريبا من الاستكشاف الأخير في عام 1997 الذي لم يعثر سوى على 13 من الحيتانيات.
وفي أغسطس 2007، أفادت الأنباء أن رجلا صينيا التقط فيديو لحيوان أبيض كبير يسبح في نهر اليانغتسي. ورغم أنه تم التأكيد مبدئيا أن الحيوان في الفيديو هو على الأرجح بَيجي، ] فإن وجود دلفين واحد فقط أو عدد قليل من الحيوانات، وخاصة في سن متقدمة، لا يكفي لإنقاذ الأنواع المنقرضة عمليا من الانقراض الحقيقي. وكان آخر بيجي حي معروف هو تشيتشي (淇淇)، الذي توفي في عام 2002. ويدعو الصندوق العالمي للطبيعة للحفاظ على أي بَيجي محتمل وجوده، في حالة يمكن إحياء الأنواع الموجودة من جديد.
وهناك نوع ذي صلة من عصر النيوجين هو بارابونتوبوريا.